# 新圣母皇后堂

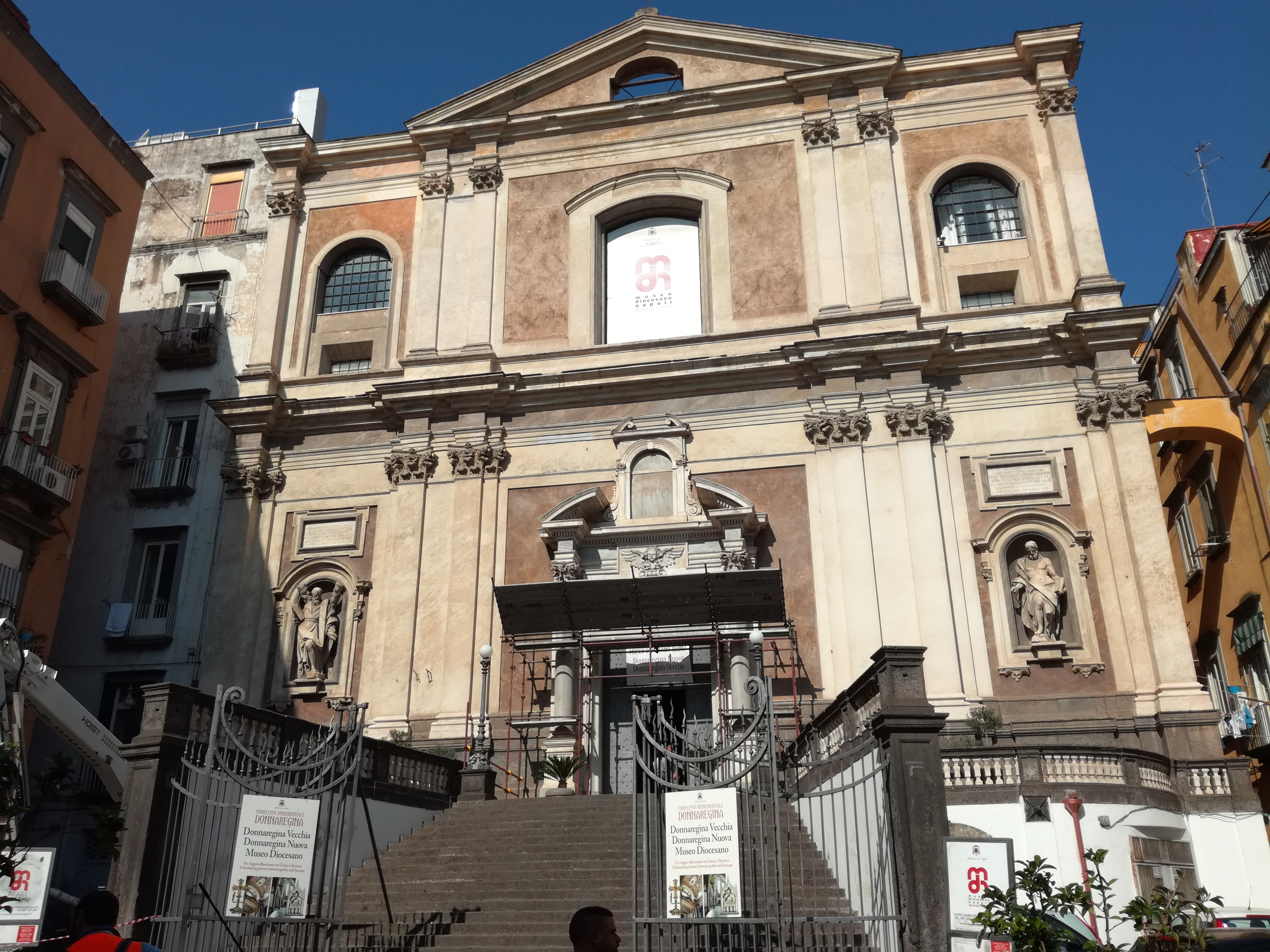
新圣母皇后堂立面

新圣母皇后堂（Santa Maria Donna Regina Nuova）是一座罗马天主教教堂，位于意大利南部城市那不勒斯，与邻近较老的老圣母皇后堂有别。
该堂始建于14世纪。目前的巴洛克建筑立面完成于1626年，大理石门完成于1634年。1669年祝圣。1861年修院关闭，修女搬到圣嘉勒圣殿。
新老两堂原有通道连接，但在1928年至1934年修复时拆除。
立面有17世纪的宽大台阶，并有圣安德肋和圣巴尔多禄茂两位圣人的雕像。内部两侧有六个小堂，拥有丰富的巴洛克大理石装饰。天花板上的大型壁画出自弗朗西斯德贝内迪克特斯之手（1654）。后殿两侧的壁画则描绘圣方济各的故事。